# (1721) Wells
(1721) Wells ist ein Asteroid des Asteroidengürtels und wurde am 3. Oktober 1953 am Goethe-Link-Observatorium im Rahmen des Indiana Asteroid Program entdeckt.